# Cape Grand Prix 1962
V. Cape Grand Prix byl závod Formule 1 konaný 2. ledna 1962 v Killarney Motor Racing Complex v jihoafrickém Kapském Městě. Závod se jel na 60 kol, vítězem se stal britský pilot Trevor Taylor s vozem Lotus 21.
- 2. leden 1962
- Okruh Killarney
- 60 kol x 3,266 km = 195,976 km

Stupně vítězů
| Spojené království | Spojené království | Švédsko    |
| ------------------ | ------------------ | ---------- |
|                    | Trevor Taylor      |            |
| Jim Clark          | 1                  | Jo Bonnier |
| 2                  |                    | 3          |
|                    |                    |            |

## Výsledky
| Pozice | Jezdec            | Vůz         | Čas          |
| ------ | ----------------- | ----------- | ------------ |
| 1      | Trevor Taylor     | Lotus 21    | 1:30:54,0    |
| 2      | Jim Clark         | Lotus 21    | 1:30:54,6    |
| 3      | Jo Bonnier        | Porsche 718 | 1:31:00,6    |
| 4      | Masten Gregory    | Lotus 18    | 1:31:32,6    |
| 5      | Tony Maggs        | Cooper T53  | 1:31:36,0    |
| 6      | Edgar Barth       | Porsche 718 | á 1 kolo     |
| 7      | Syd van der Vyver | Lotus 18    | á 2 kola     |
| 8      | Ernst Pieterse    | Heron       | á 2 kola     |
| 9      | John Love         | LDS Mk1     | á 2 kola     |
| 10     | Helmut Mentzler   | Lotus 18    | á 3 kola     |
| 11     | Bob van Niekerk   | Lotus 18    | á 4 kola     |
| 12     | Fanie Viljoen     | LDS Mk1     | á 5 kol      |
| 13     | Bernard Podmore   | Lotus 20    | á 6 kol      |
| 14     | Neville Lederle   | Lotus 18    | á 12 kol     |
|        | Odstoupili        |             |              |
| 35     | Bill Jennings     | Jennings    | Ventily      |
| 25     | Adrian Pheiffer   | Cooper T52  | Čep nápravy  |
| 20     | Clive Trundell    | Cooper T52  | Motor        |
| 6      | John Guthrie      | Cooper T51  | Motor        |
| 5      | Sam Tingle        | LDS Mk1     | Motor        |
|        | Nestartovali      |             |              |
| *      | Doug Serrurier    | Cooper T51  | *            |
| *      | Vic Proctor       | Vic         | *            |
| *      | Bruce Johnstone   | Cooper T56  | *            |
| *      | Doug Serrurier    | LDS Mk1     | Náhradní vůz |
| *      | Don Philp         | Quodra      | *            |

### Nejrychlejší kolo
- Jim Clark Lotus Climax 1'290

### Postavení na startu
| 1                            |                             | 2                            |                               | 3                              |
| Jim Clark Lotus 1:28.4       |                             | Trevor Taylor Lotus 1:29.3   |                               | Jo Bonnier Porsche 1:30.0      |
|                              | 4                           |                              | 5                             |                                |
|                              | Masten Gregory Lotus 1:31.1 |                              | Edgar Barth Cooper 1:31.6     |                                |
| 6                            |                             | 7                            |                               | 8                              |
| Tony Maggs Cooper 1:31.6     |                             | John Love LDS 1:31.8         |                               | Syd van der Vyver Lotus 1:32.8 |
|                              | 9                           |                              | 10                            |                                |
|                              | Ernst Pieterse Heron 1:33.1 |                              | Adrian Pheiffer Cooper 1:33.6 |                                |
| 11                           |                             | 12                           |                               | 13                             |
| Helmut Mentzler Lotus 1:34.5 |                             | Bob van Niekerk Lotus 1:35.3 |                               | Fanie Viljoen LDS 1:35.5       |
|                              | 14                          |                              | 15                            |                                |
|                              | Sam Tingle LDS 1:37.7       |                              | Neville Lederle Lotus 1:38.4  |                                |
| 16                           |                             | 17                           |                               | 18                             |
| Bernard Podmore Lotus 1:41.2 |                             | Clive Trundell Cooper 00     |                               | John Guthrie Cooper 00         |
|                              | 19                          |                              |                               |                                |
|                              | Bill Jennings LDS 00        |                              |                               |                                |

### Zajímavosti
| Pole position      | Vítězství          | Nej. kolo          |
| Spojené království | Spojené království | Spojené království |
| Jim Clark          | Trevor Taylor      | Jim Clark          |
| Lotus 21           | Lotus 21           | Lotus 21           |
| 1'28.4             | 1:30'54.0          | 1'29.0             |
| ------------------ | ------------------ | ------------------ |